# Aleja Juliusza Słowackiego w Krakowie
Aleja Juliusza Słowackiego – aleja w Krakowie, położona w północno-zachodniej części miasta, znajdująca się pomiędzy Nową Wsią i Krowodrzą, czyli dzielnicą V Krowodrza a Piaskiem i Kleparzem, czyli dzielnicą I Stare Miasto. 
Biegnie z południa na północ i jest jedną z ulic tworzących II obwodnicę Krakowa. Jej przedłużeniem na północ jest al. 29 listopada, a na południe al. Adama Mickiewicza. 
Aleję tworzą dwie trójpasmowe ulice rozdzielone pasem zieleni. Razem z al. Adama Mickiewicza i al. Zygmunta Krasińskiego tworzą ciąg komunikacyjny nazywany popularnie Alejami Trzech Wieszczów. Dawniej była to ulica zwyczajowo zwana Wałową, a oficjalnie od 1890 do 1912 roku była to ulica Jana Kilińskiego.

## Historia
Przed powstaniem alei znajdował się na jej miejscu wał ziemny i stare okopy, niektóre budowane jeszcze przez Kościuszkę oraz po ich zachodniej stronie – Bastion II „Nowowiejski”, w okolicy dzisiejszego pl. Inwalidów i Fort Kleparz, który znajduje się w okolicach dzisiejszej ul. Prądnickiej, obiekty austriackiej Twierdzy Kraków. 
Wzdłuż wału biegł nasyp, zbudowanej w latach 1887–1888, kolei obwodowej (cyrkumwalacyjnej), a równolegle do niego droga nazywana ulicą Wałową.
W 1905 roku Miasto wykupiło od wojska teren obwałowań likwidowanej wewnętrznej linii fortów, która do 1909 roku stanowiła granicę Krakowa. W tym samym roku do miasta przyłączono kilka wsi położonych na zachód od linii fortyfikacji. W 1911 roku zlikwidowano linię kolei cyrkumwalacyjnej, postanowiono przeprowadzić szeroki bulwar obwodowy. Włączono do niego biegnącą wzdłuż niej a istniejącą już wcześniej ulicę.
Aleja Juliusza Słowackiego, dawniej była określana jako „droga strategiczna”, „droga wałowa”, oraz nieoficjalnie ulica Wałowa. W 1890 roku Rada Miasta Krakowa nadała oficjalną nazwę, ul. Jana Kilińskiego, natomiast w 1912 roku aleja została nazwana imieniem Juliusza Słowackiego, polskiego poety epoki romantyzmu.
24 listopada 2020 roku aleja Juliusza Słowackiego, wraz z alejami Adama Mickiewicza i Zygmunta Krasińskiego, jako Aleje Trzech Wieszczów zostały wpisane do rejestru zabytków nieruchomych.

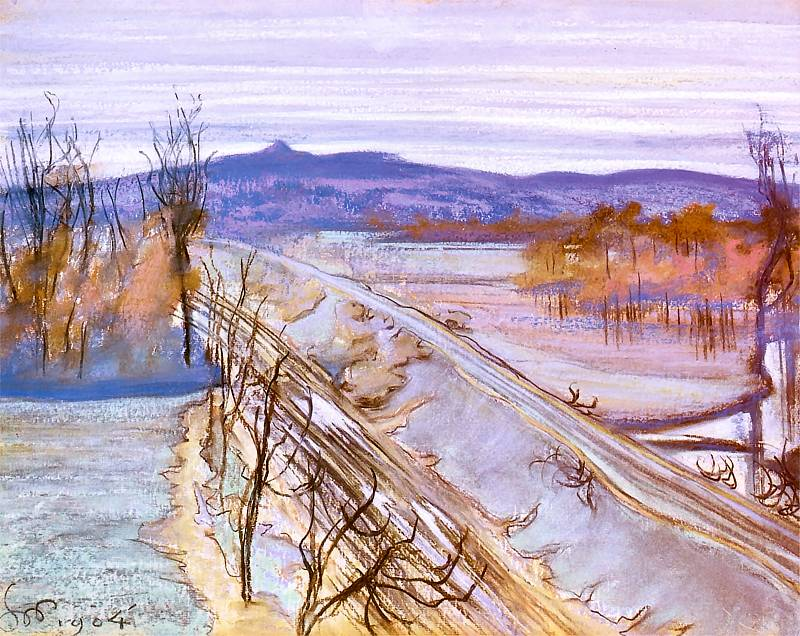
Rok 1904, nasyp kolei cyrkumwalacyjnej i ul. Kilińskiego. Widok na południe od skrzyżowania z przyszłą ul. Mazowiecką, z okna „szafirowej pracowni” Stanisława Wyspiańskiego przy ul. Krowoderskiej 79
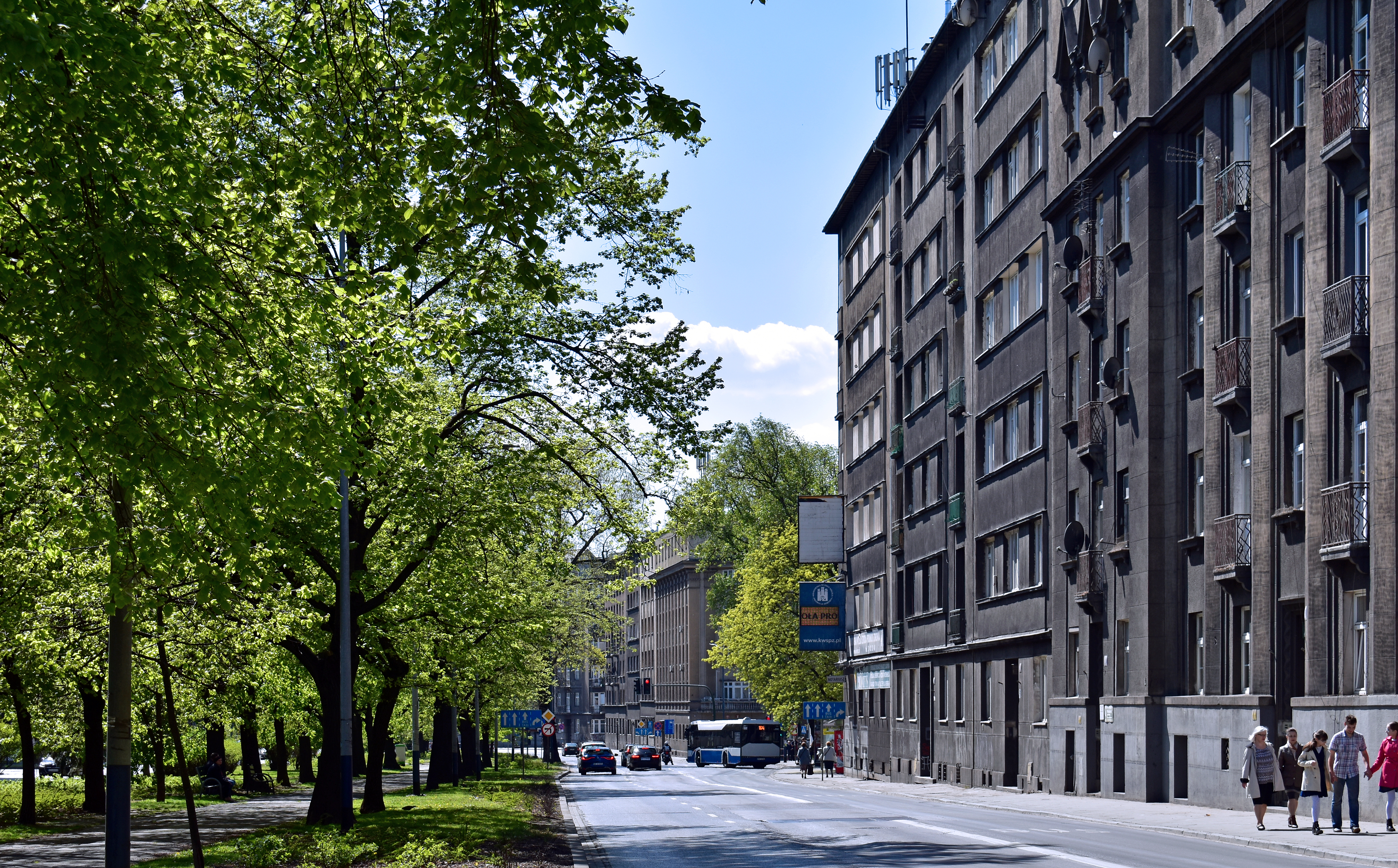
Rok 2020, ta sama okolica, widok ze skrzyżowania z ul. Mazowiecką
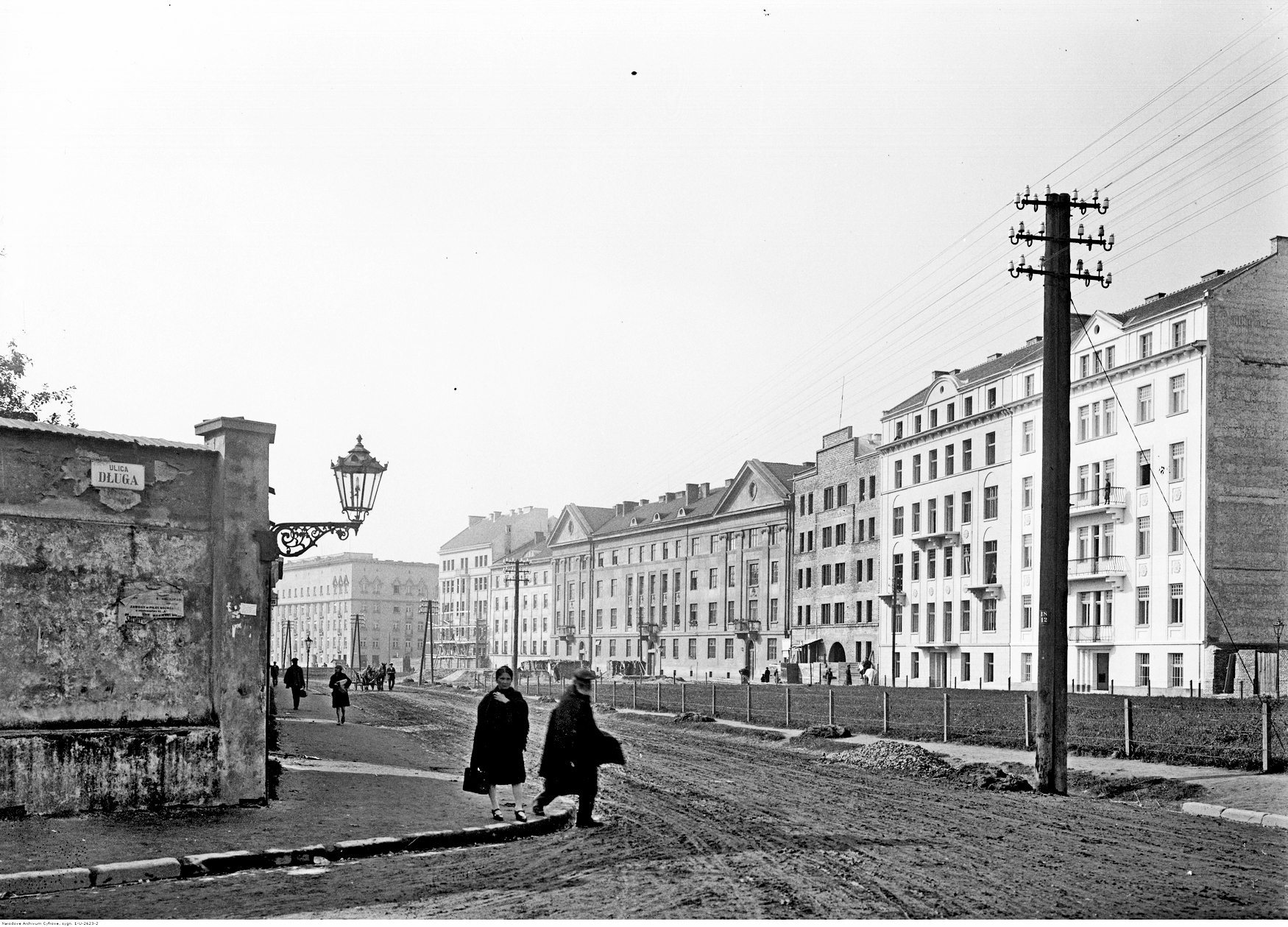
Aleja Słowackiego w 1928 roku, widok z Nowego Kleparza na południe
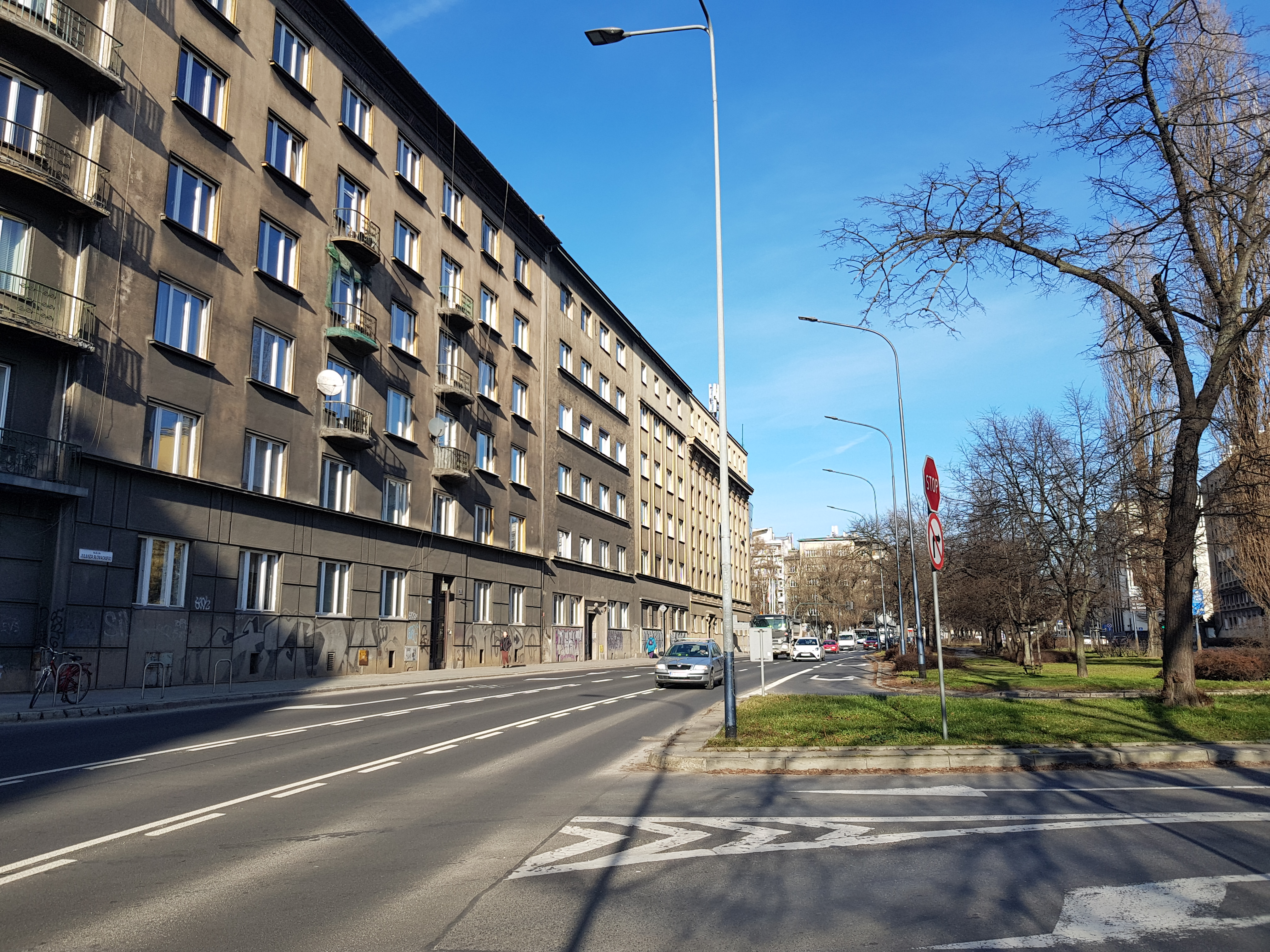

## Zabudowa
Nieparzysta strona ulicy:
- al. Juliusza Słowackiego 1 (ul. Karmelicka 59) – kamienica, zbudowana w 1908 roku według projektu Henryka Rittermana.
- al. Juliusza Słowackiego 5 – kamienica, zbudowana w 1905 roku.
- al. Juliusza Słowackiego 7 – kamienica własna Jana Sas-Zubrzyckiego, zbudowana w 1895 roku według jego projektu. 31 października 1995 roku została wpisana do rejestru zabytków nieruchomych.
- al. Juliusza Słowackiego 9 – zabytkowa kamienica, zbudowana w latach 1899–1904 według projektu Jana Sasa-Zubrzyckiego. 31 stycznia 1995 roku została wpisana do rejestru zabytków nieruchomych.
- al. Juliusza Słowackiego 11a (ul. T. Lenartowicza 15) – kamienica, zbudowana w 1937 roku według projektu Stanisława Nebenzahla.
- al. Juliusza Słowackiego 15 – Dom mieszkalny profesorów UJ, zbudowana w 1929 roku według projektu Ludwika Wojtyczko i Stefana Żeleńskiego. 21 marca 1994 roku została wpisana do rejestru zabytków nieruchomych.
- al. Juliusza Słowackiego 19 – zabytkowa kamienica, zbudowana około 1930 roku. 18 grudnia 2007 roku została wpisana do rejestru zabytków nieruchomych.
- al. Juliusza Słowackiego 25 (ul. Krowoderska 74) – kamienica, zbudowana w 1908 roku według projektu Beniamina Torbe.
- al. Juliusza Słowackiego 27 (ul. Krowoderska 79) – kamienica z ok. 1900 roku, w której miał „szafirową pracownię” Stanisław Wyspiański.

Parzysta strona ulicy:
- al. Juliusza Słowackiego 2 (pl. Inwalidów 7-8) – Kamienica Będzikiewicza, projektował Fryderyk Tadanier, 1930.
- al. Juliusza Słowackiego 4 – kamienica, zbudowana w 1932 roku według projektu Stanisława Osieka.
- al. Juliusza Słowackiego 6 – kamienica, zbudowana około 1930 roku.
- al. Juliusza Słowackiego 10 – kamienica, zbudowana w 1934 roku według projektu Julisza Eintrachta.
- al. Juliusza Słowackiego 12 (ul. T. Lenartowicza 16) – kamienica, zbudowana w latach 1934–1935 według projektu Alfreda Düntucha i Stefana Landsbergera.
- al. Juliusza Słowackiego 14 (ul. T. Lenartowicza 17) – kamienica, zbudowana w latach 1895–1896 według projektu Józefa Wetzsteina.
- al. Juliusza Słowackiego 18a-20 (ul. Łobzowska 44) – budynek krakowskiego Starostwa Powiatowego, projekt Fryderyka Tadaniera i Stefana Strojka, 1935.
- al. Juliusza Słowackiego 22 – budynek Polskiego Radia Kraków, projektował Tomasz Mańkowski, 1996.
- al. Juliusza Słowackiego 50 – dom Bractwa Górniczego, modernistyczny budynek projektował Maksymilian Burstin, 1928.

Opracowano na podstawie źródła: Gminnej ewidencji zabytków – Kraków.

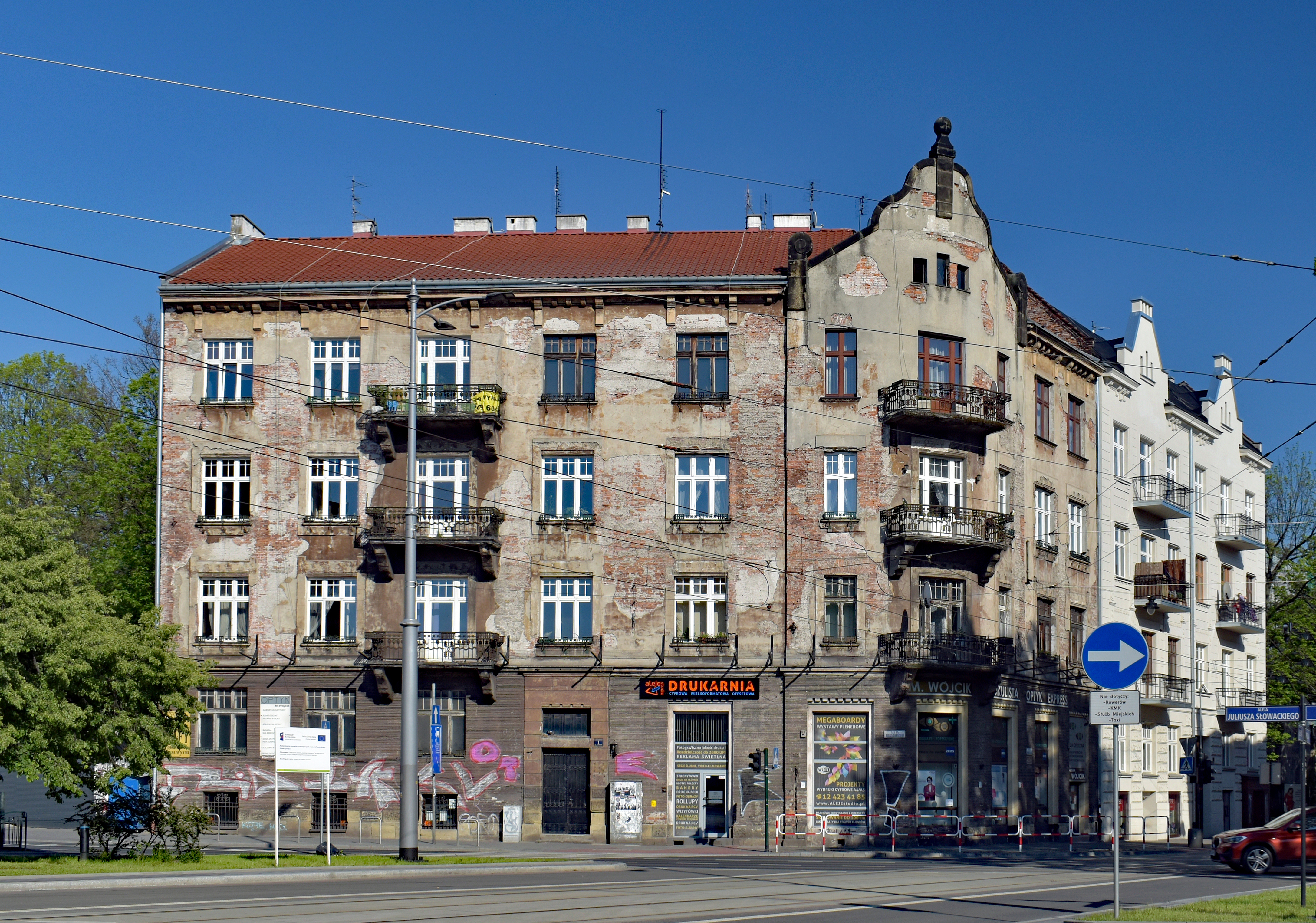
al. Słowackiego 1 Kamienica czynszowa (1908)
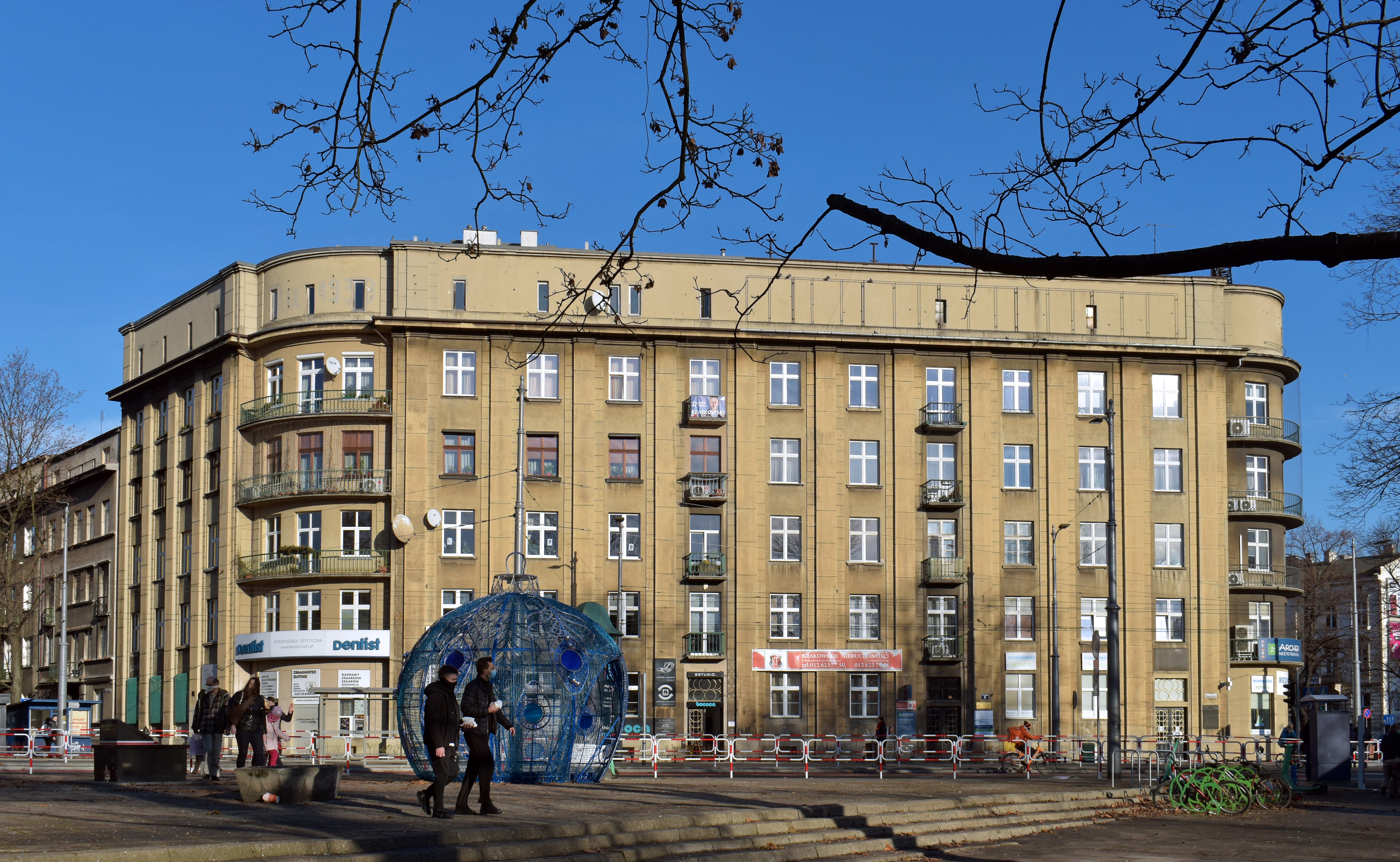
al. Słowackiego 2 Kamienica Będzikiewicza
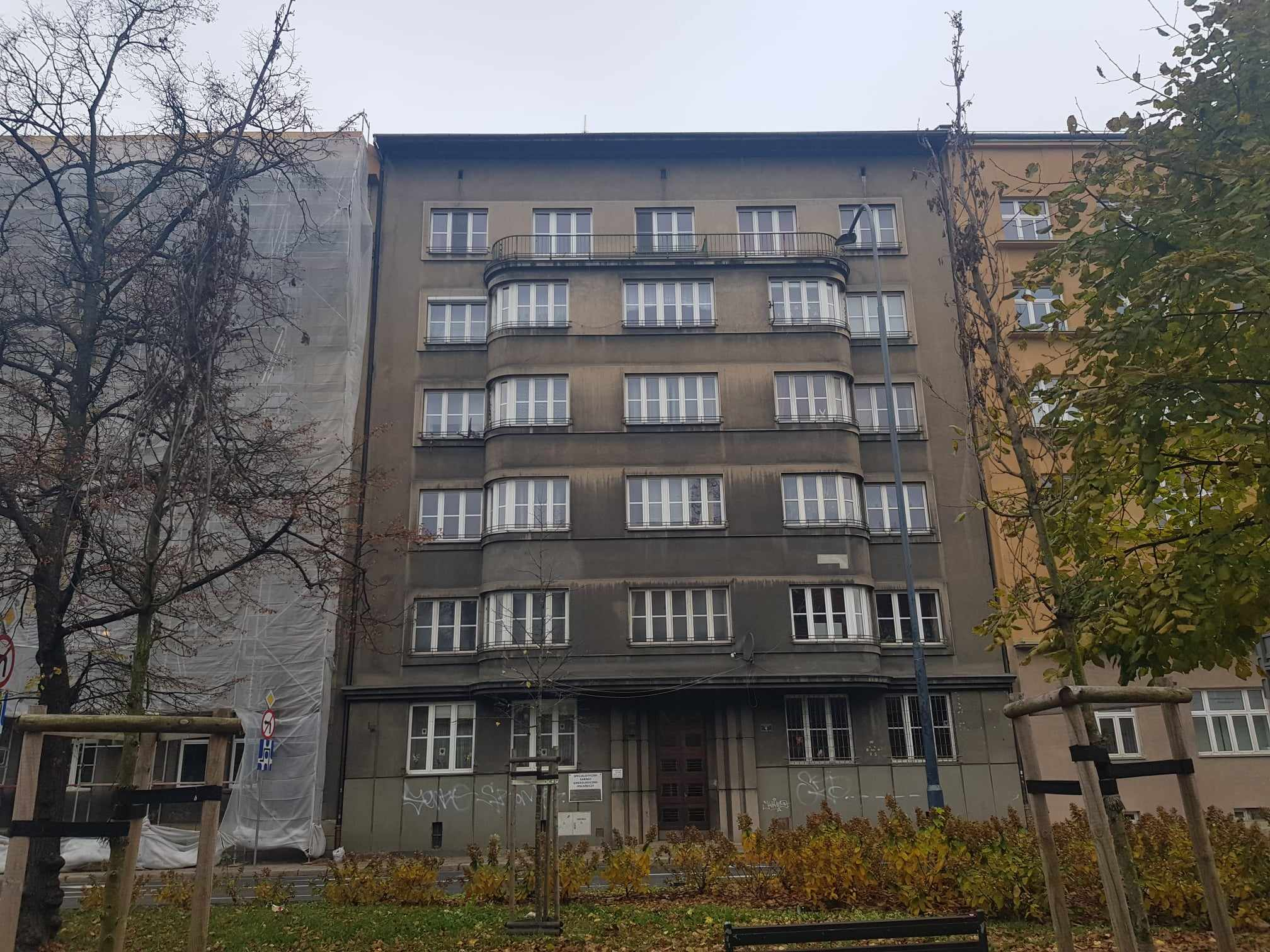
al. Słowackiego 4 Kamienica (proj. Stanisław Osiek, 1932)
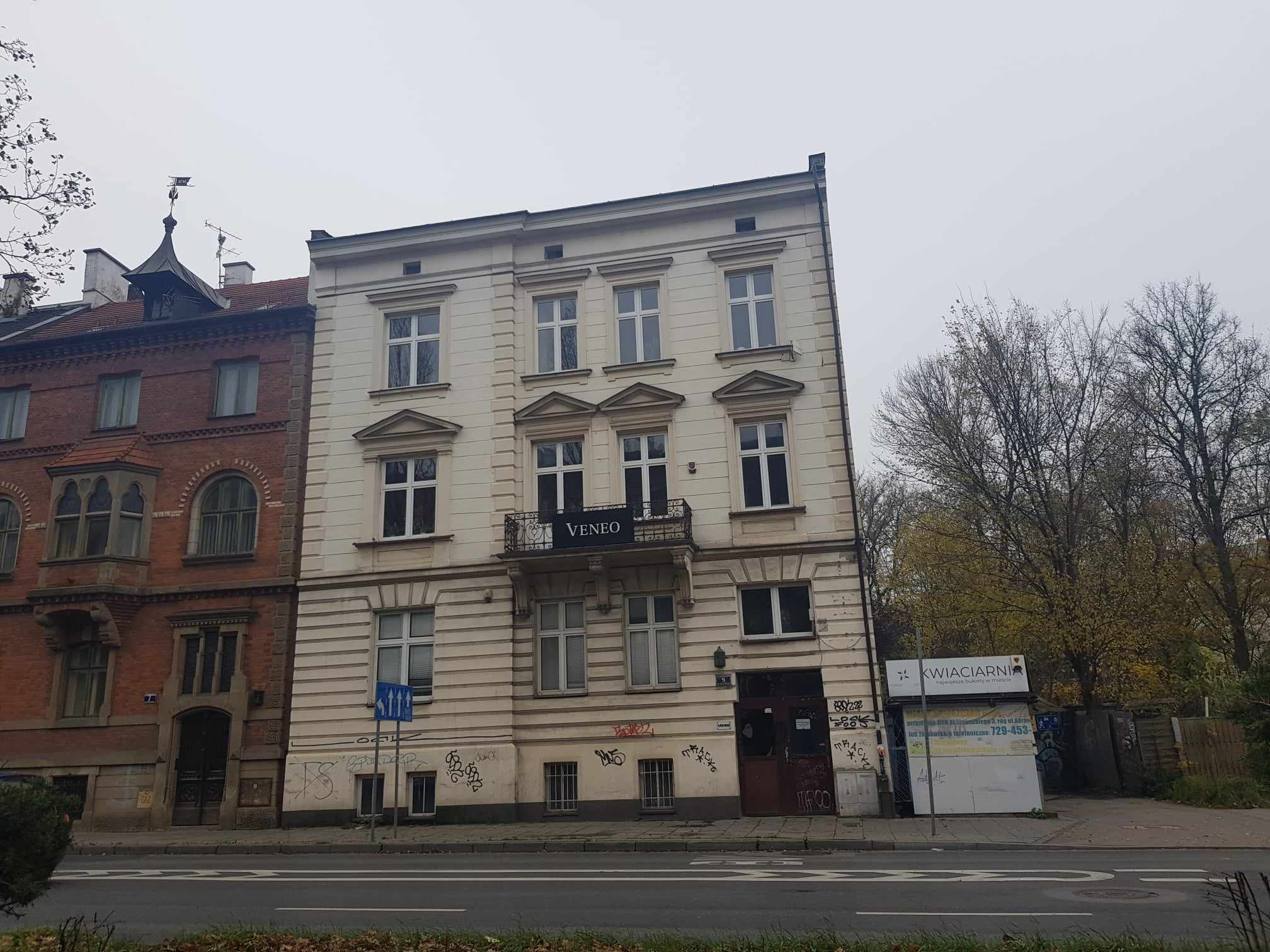
al. Słowackiego 5 Kamienica (1905)
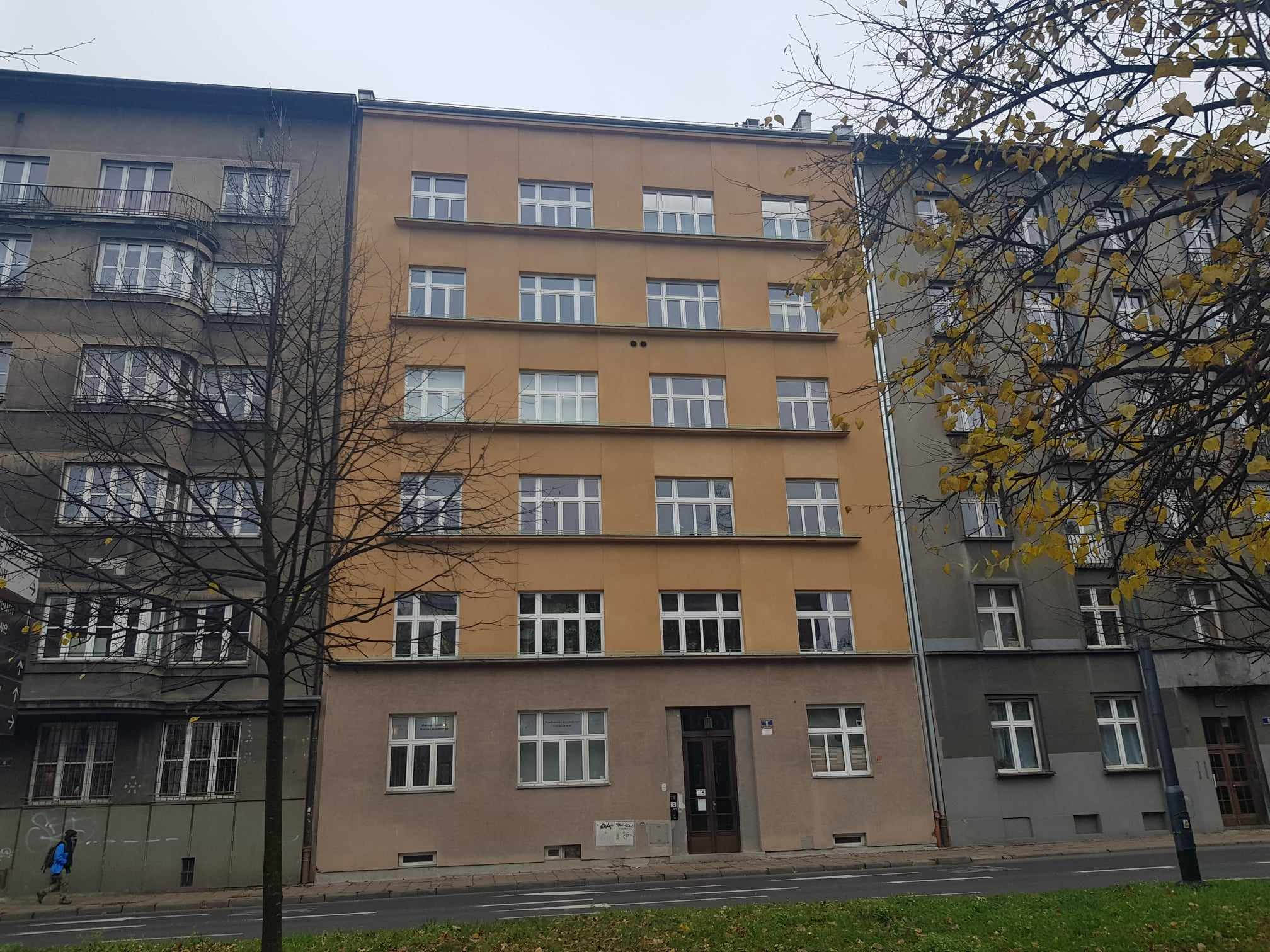
al. Słowackiego 6 Kamienica (ok. 1930)
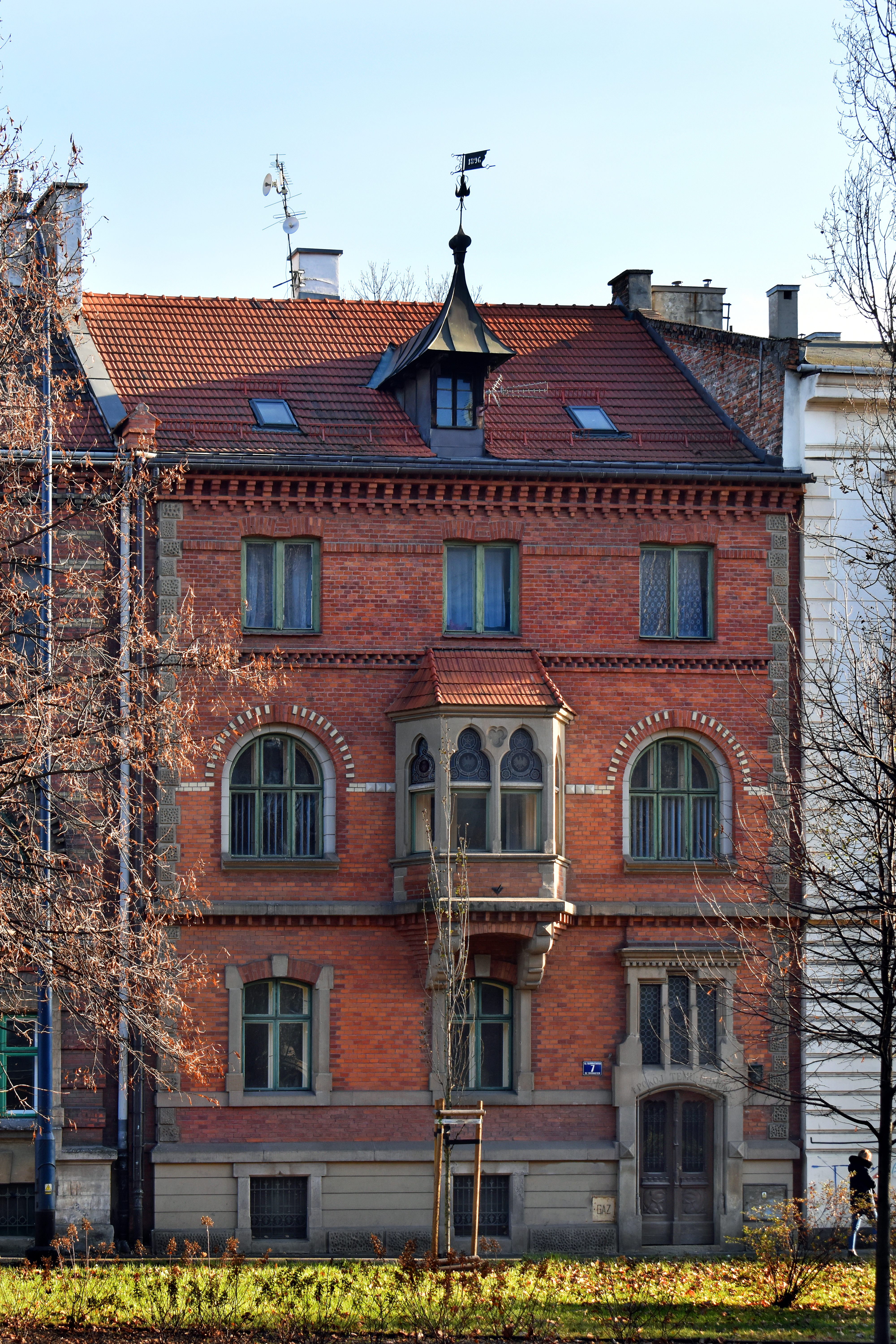
al. Słowackiego 7 Kamienica własna Jana Sas-Zubrzyckiego
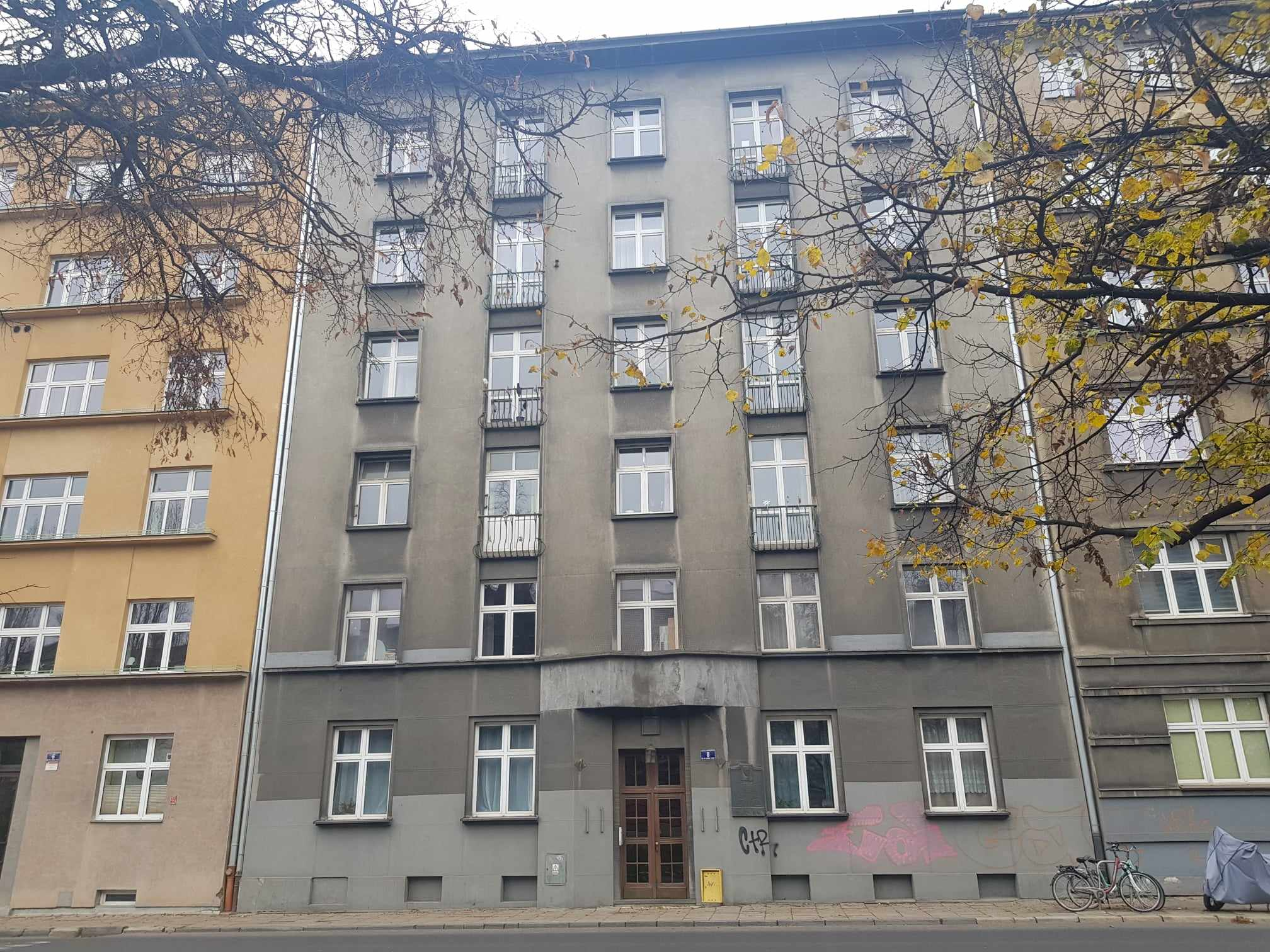
al. Słowackiego 8 Kamienica (proj. Stanisław Osiek, 1932)
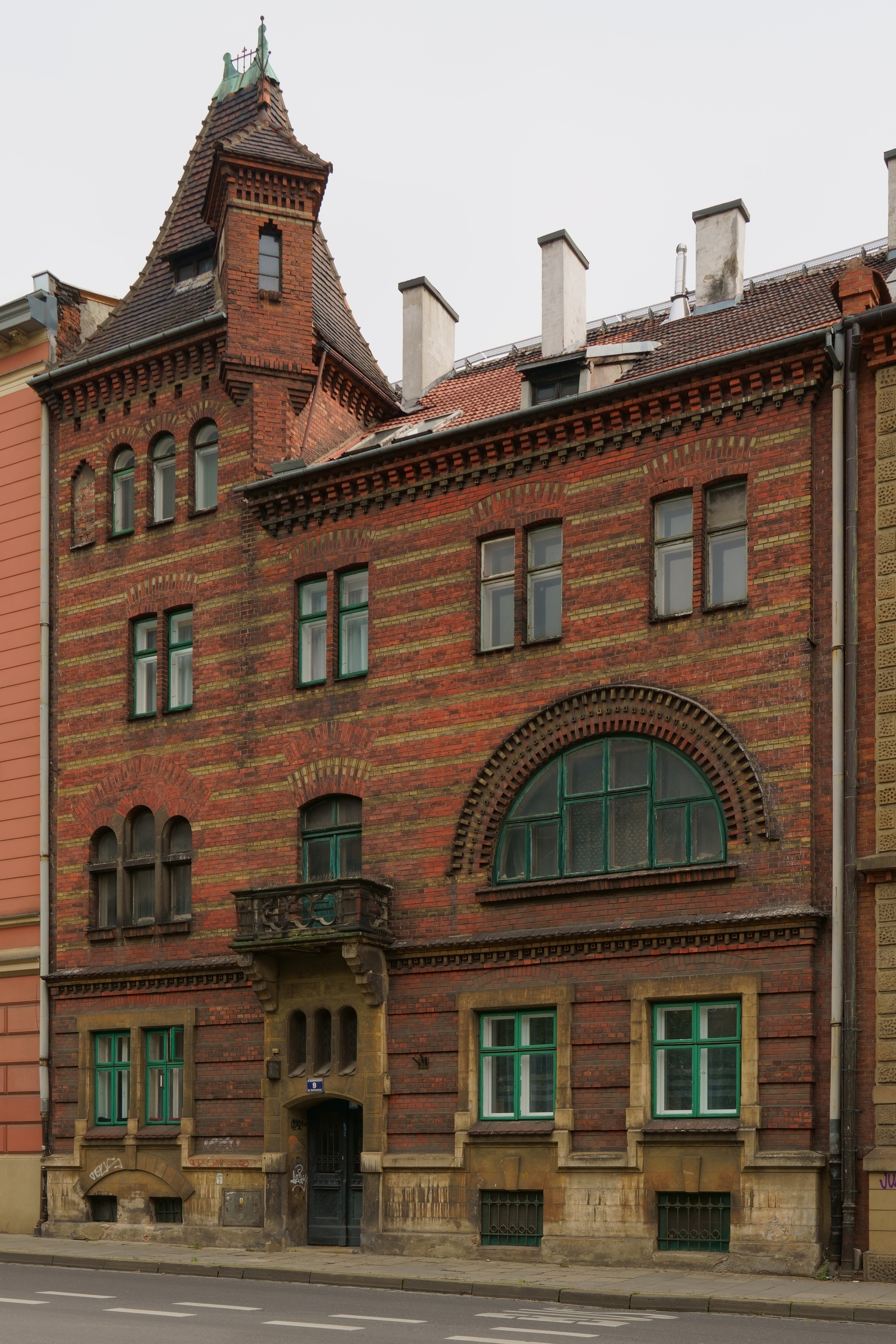
al. Słowackiego 9 Kamienica (proj. Jan Sas-Zubrzycki, 1899–1904)
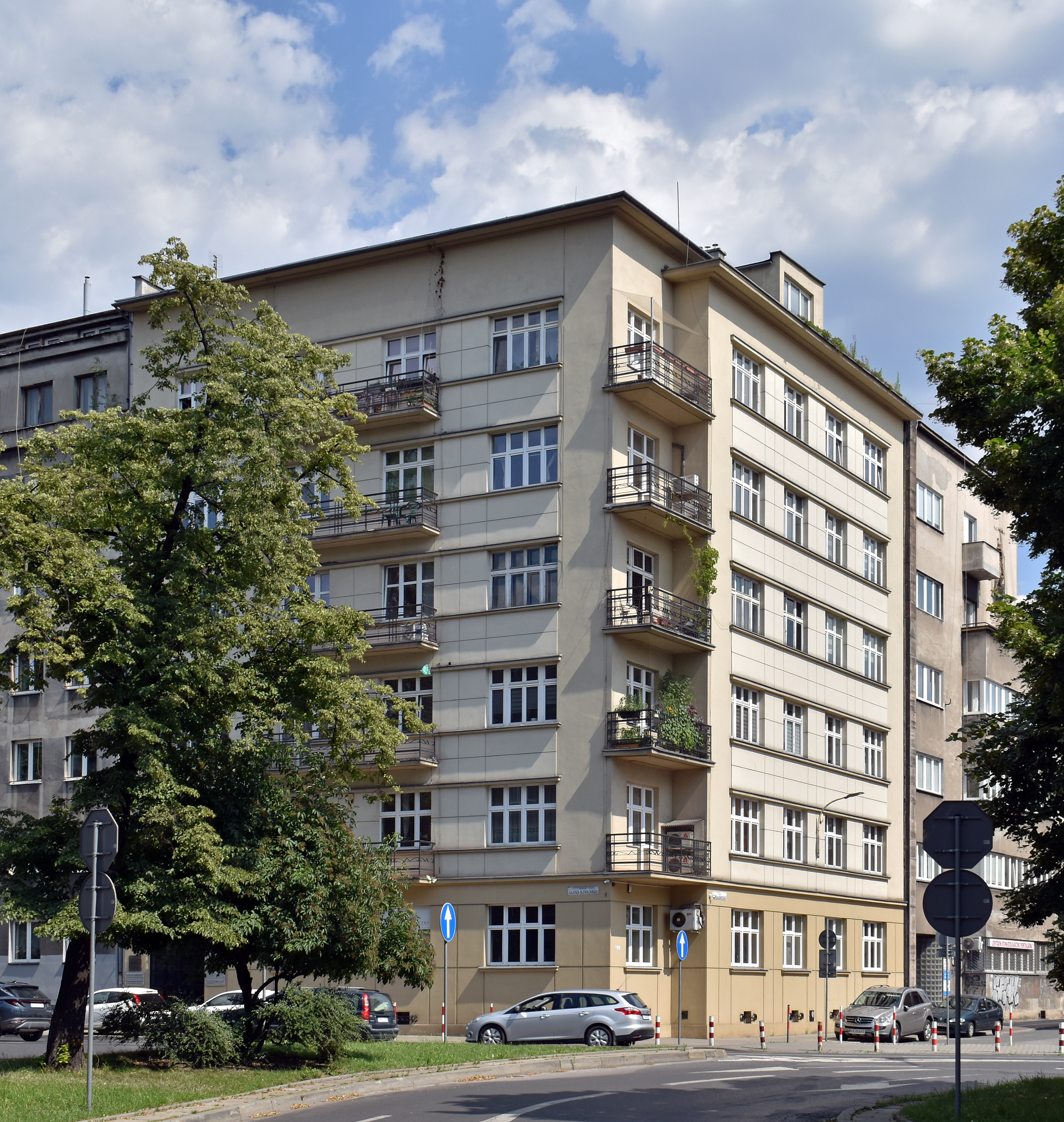
al. Słowackiego 11a Modernistyczna kamienica, projektował Stanisław Nebenzahl, 1937
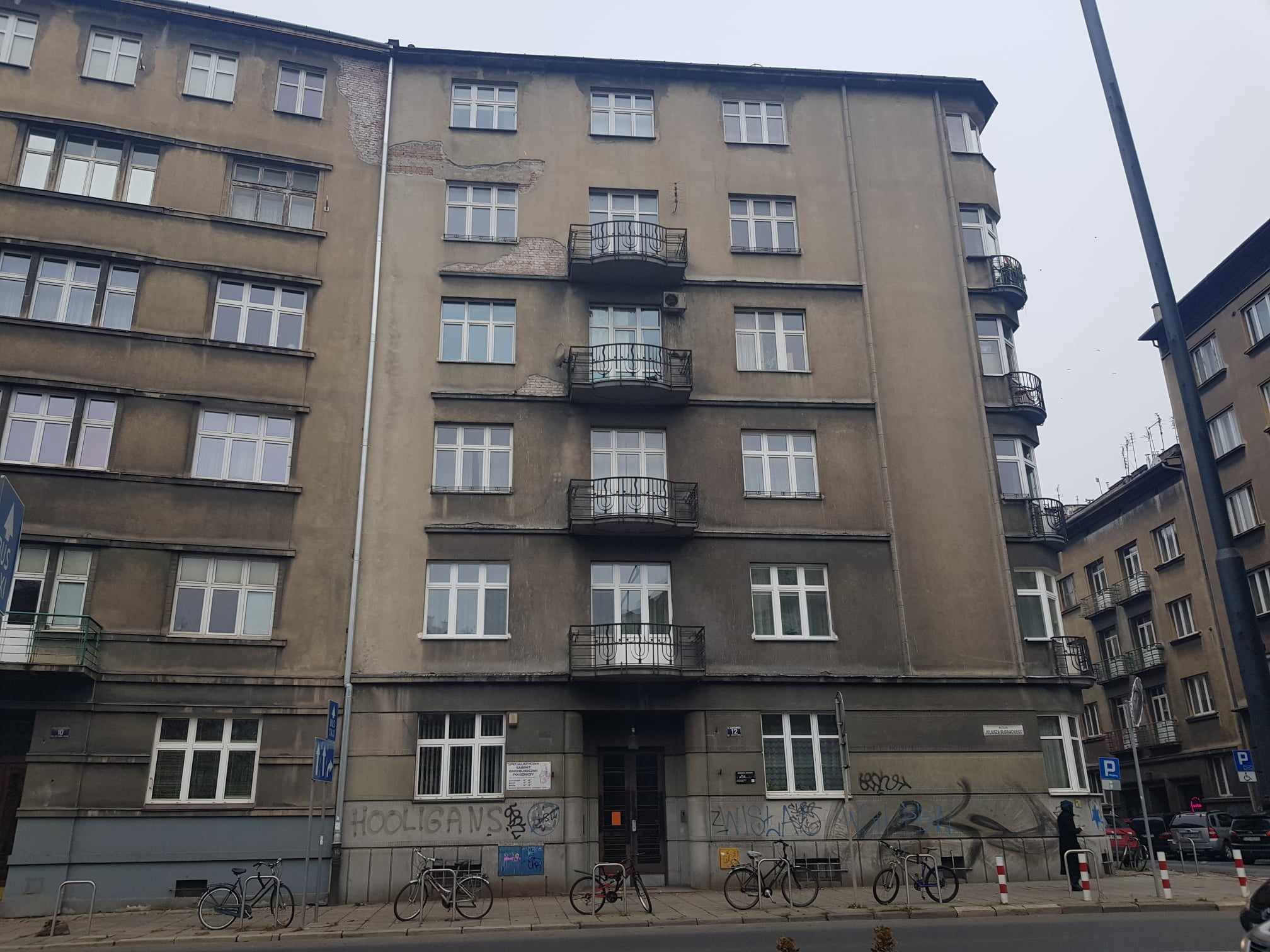
al. Słowackiego 12 Kamienica (proj. Alfred Düntuch, Stefan Landsberger, 1934–1935)
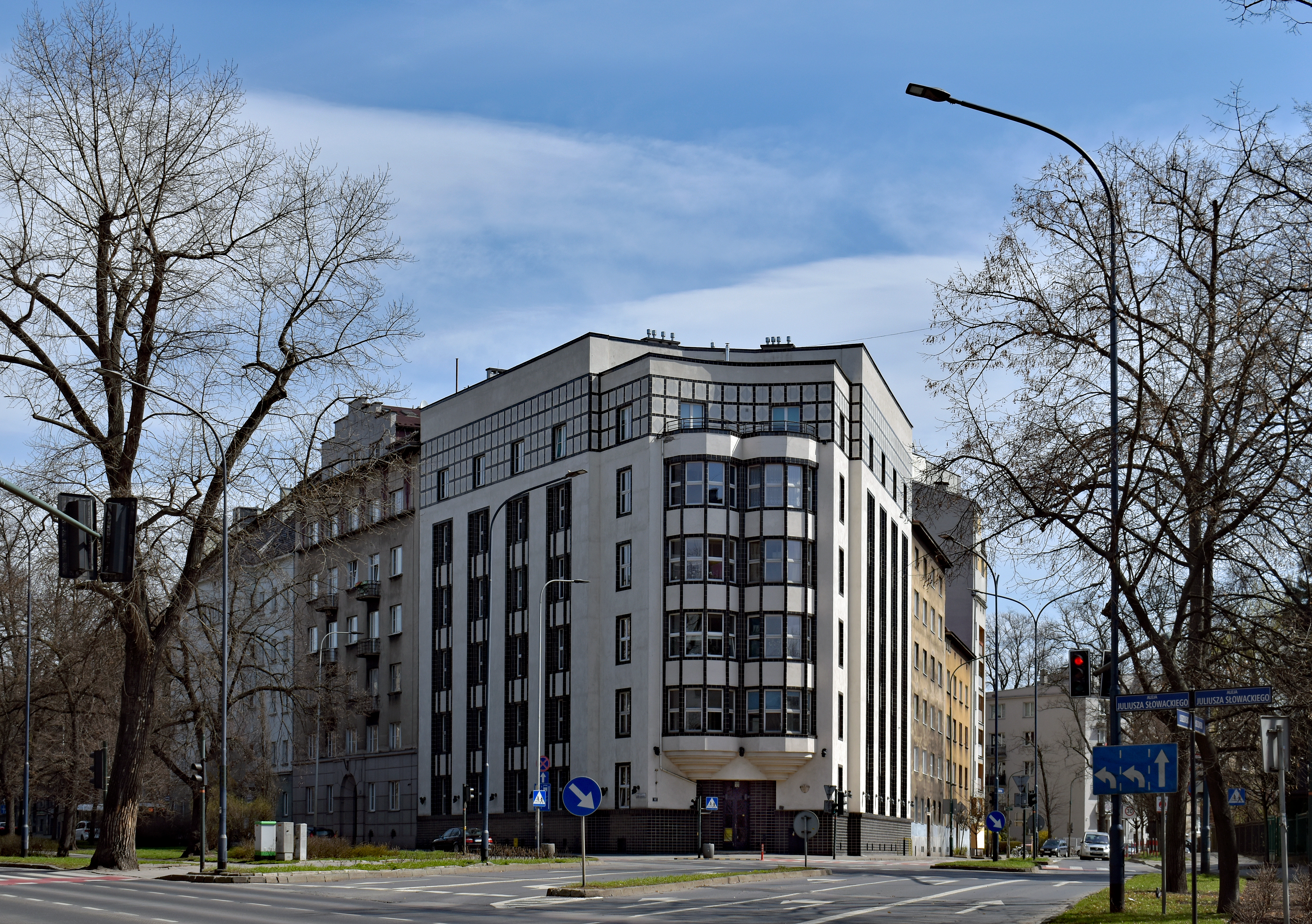
al. Słowackiego 15 Dom mieszkalny profesorów UJ
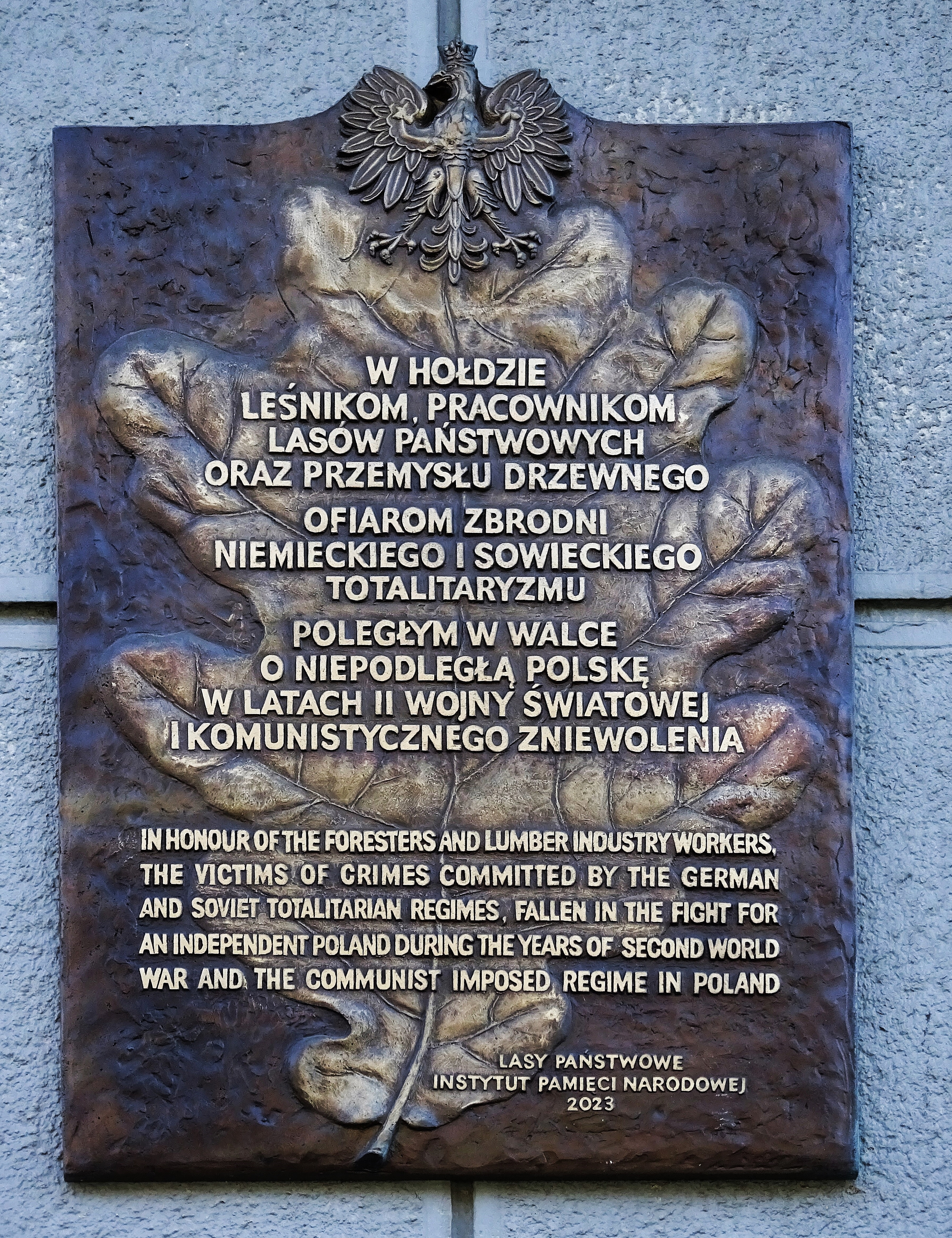
al. Słowackiego 17a Tablica pamiątkowa w elewacji budynku Regionalnej Dyrekcji Lasów Państwowych
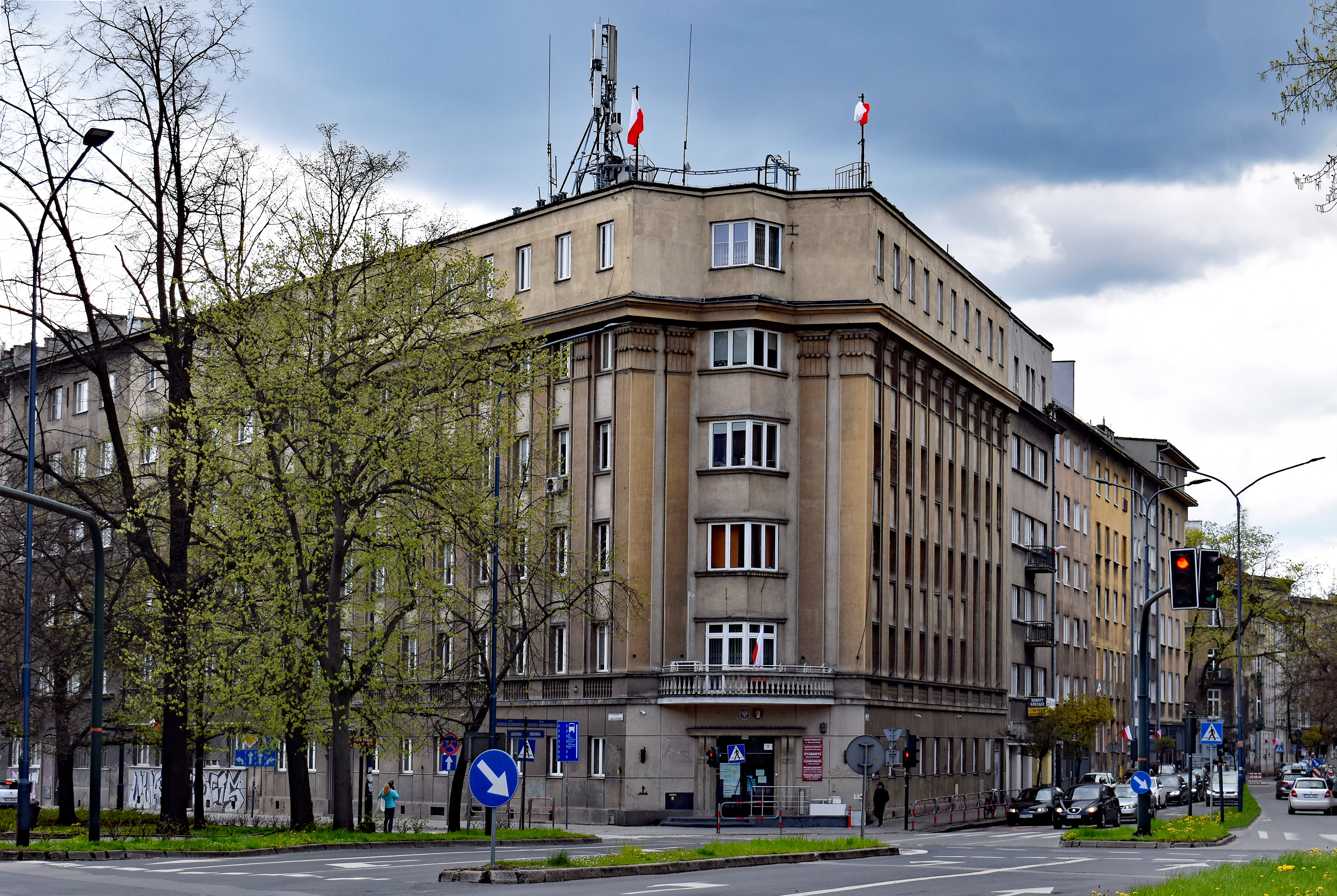
al. Słowackiego 18a-20 Starostwo powiatowe
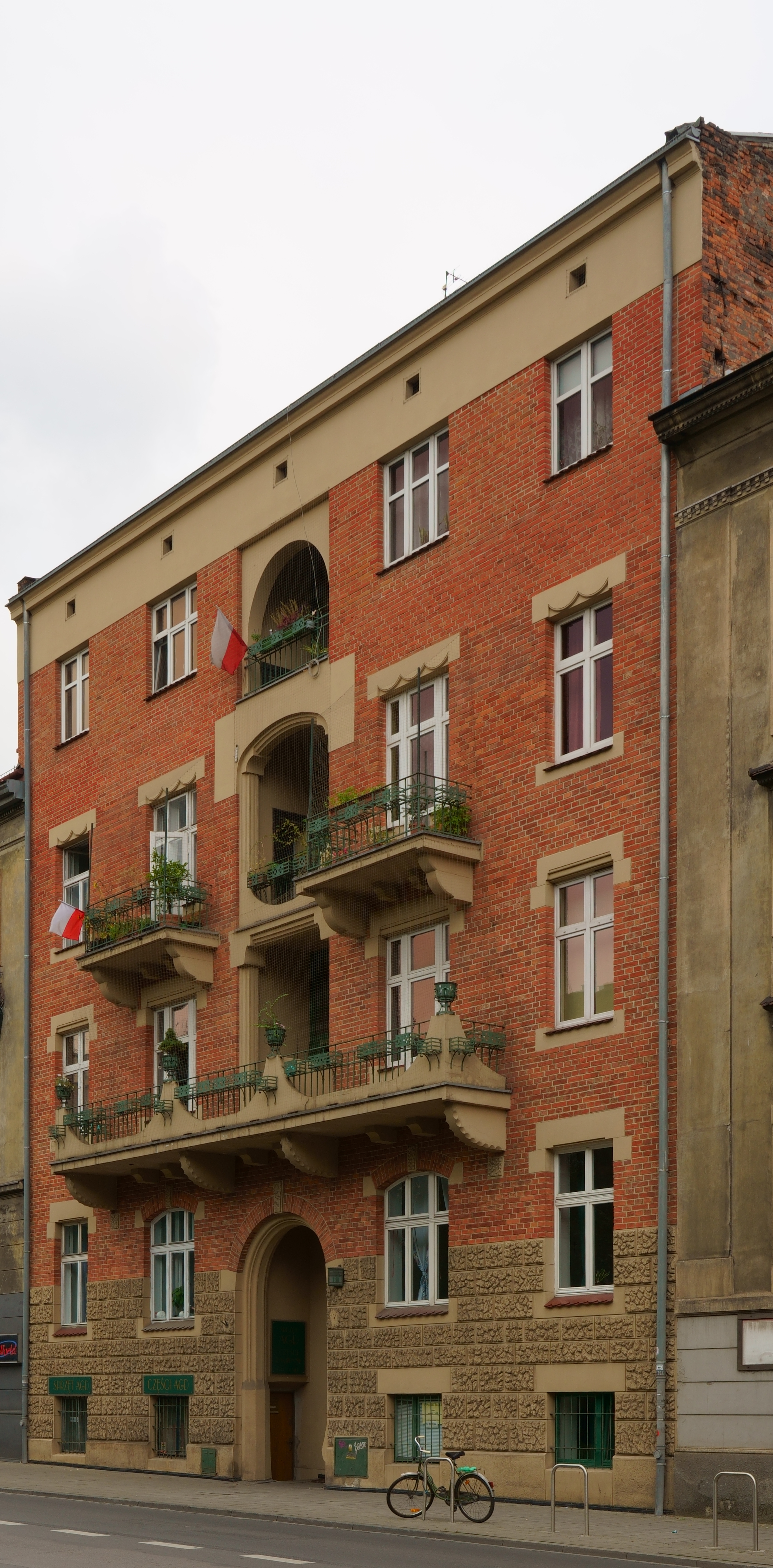
Zabytkowa kamienica, około 1930
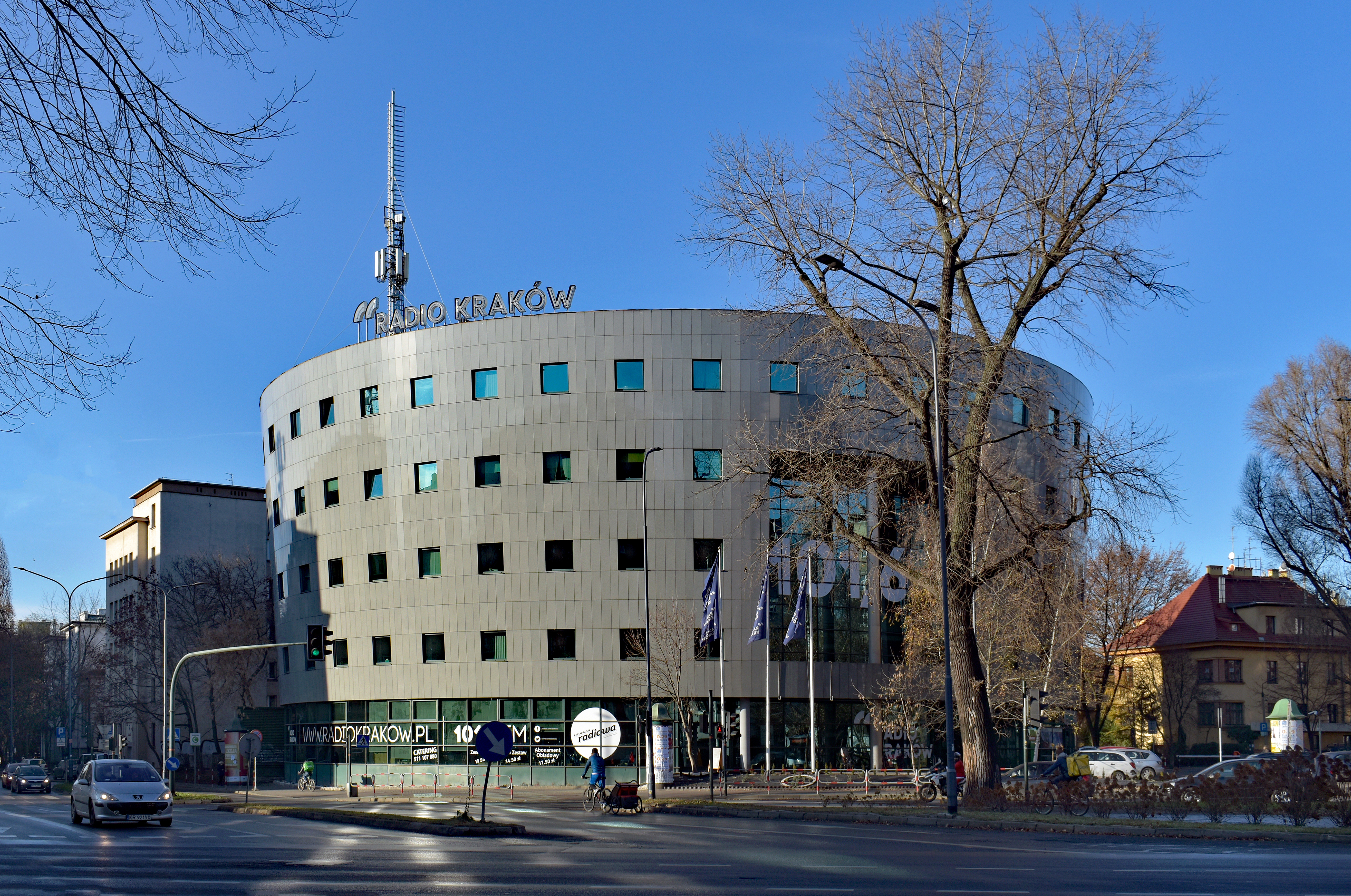
al. Słowackiego 22 Budynek Radia Kraków
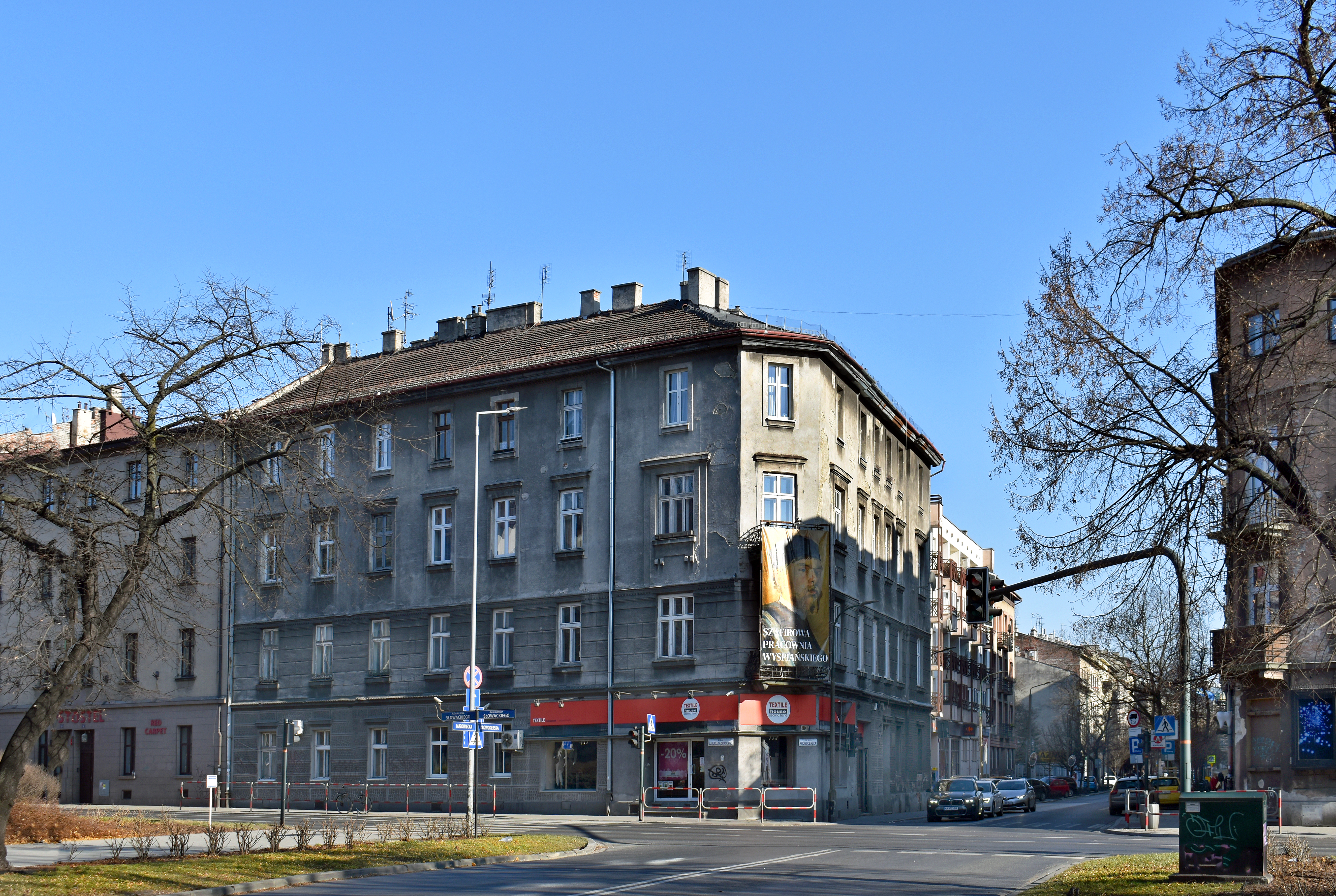
al. Słowackiego 27 Kamienica w której na drugim piętrze znajdowała się „szafirowa pracownia” Wyspiańskiego
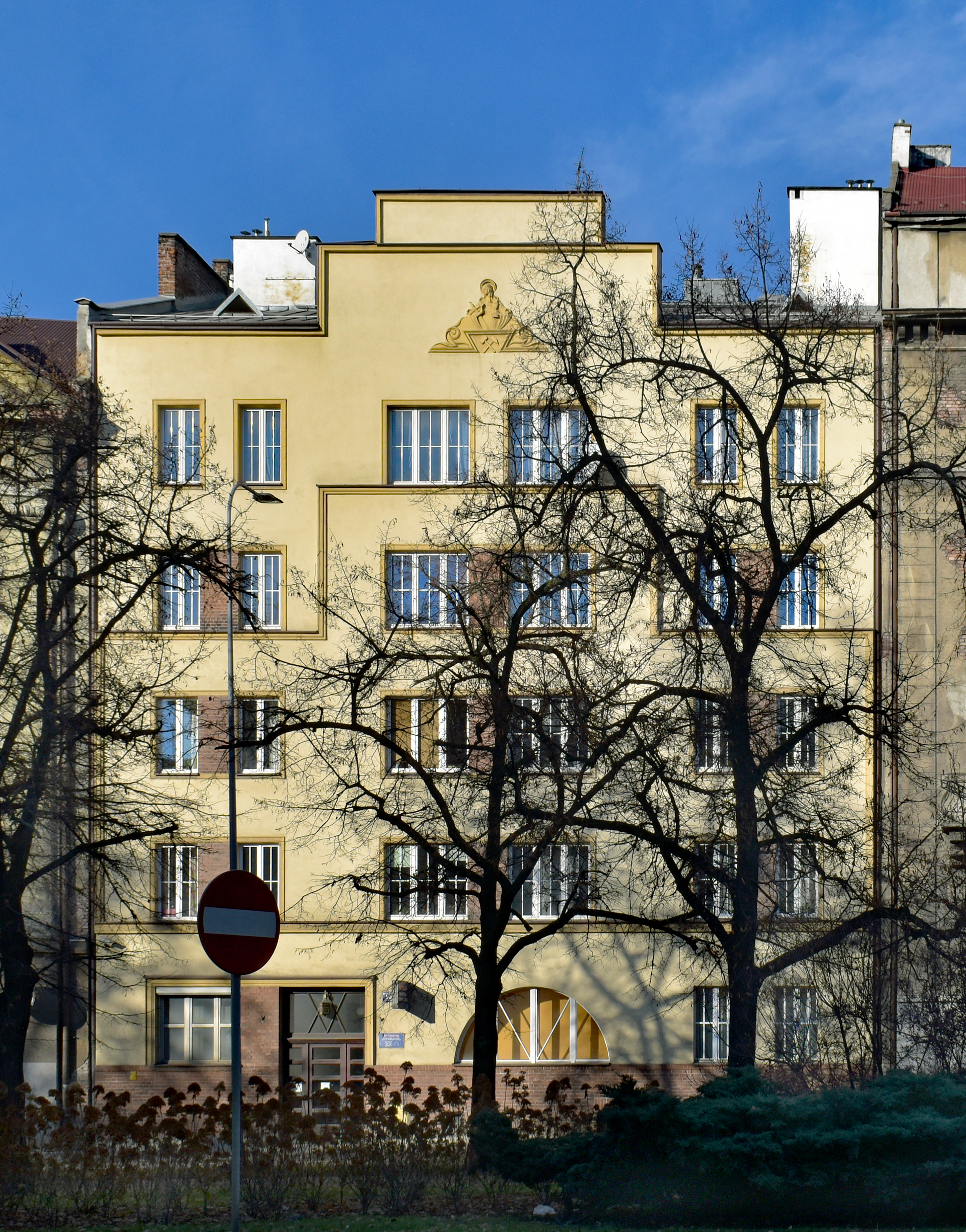
al. Słowackiego 50 Dom Bractwa Górniczego
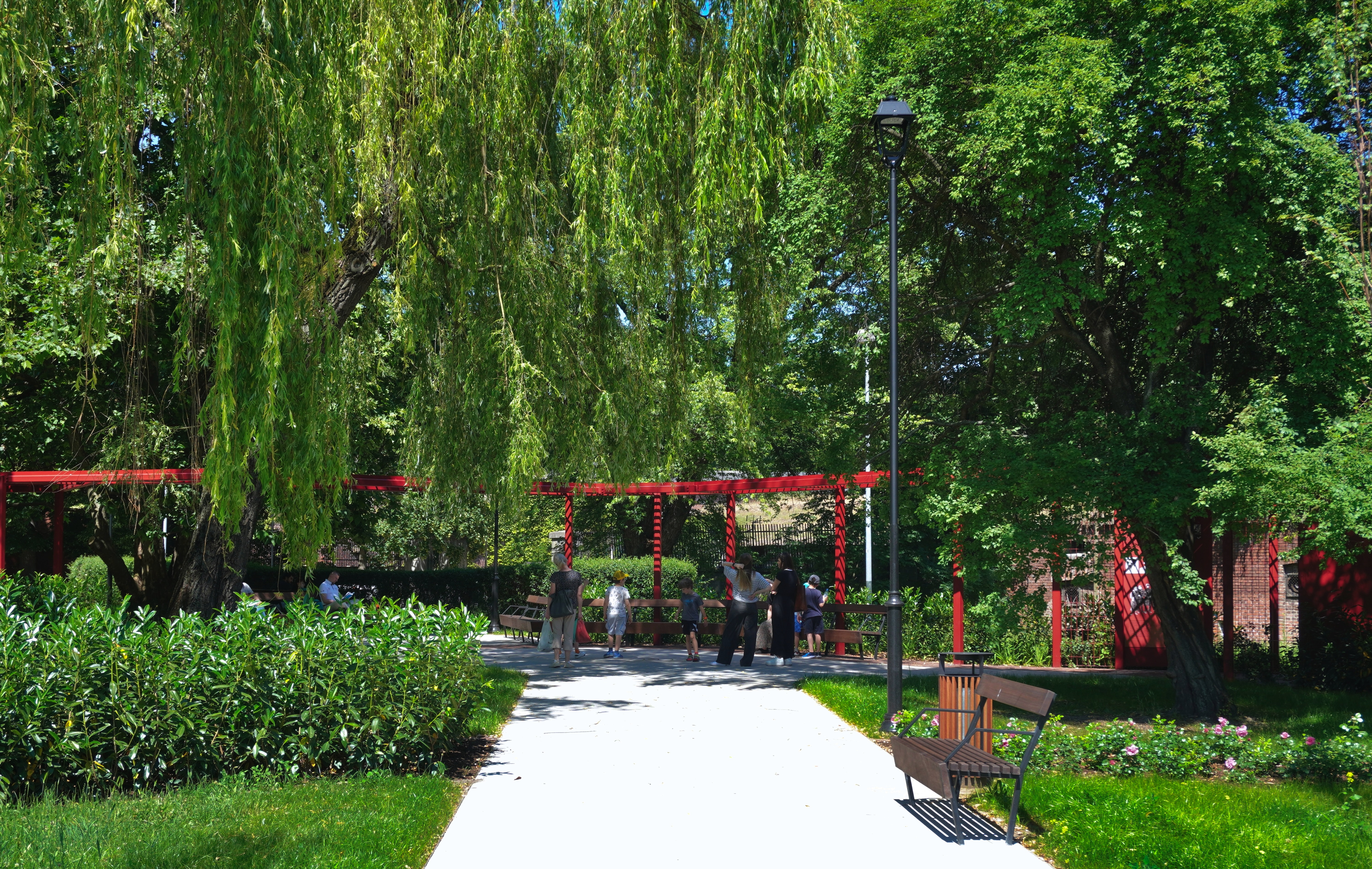
Ogród Krakowianek